# Alte Elbe Kathewitz
Das Naturschutzgebiet Alte Elbe Kathewitz liegt im Landkreis Nordsachsen in Sachsen. Es erstreckt sich westlich und südwestlich von Kathewitz, einem Ortsteil der Gemeinde Arzberg, entlang der westlich fließenden Elbe. Nordwestlich und nördlich durch das Gebiet hindurch fließt die Alte Elbe, westlich verläuft die B 182.

## Bedeutung
Das etwa 465 ha große Gebiet mit der NSG-Nr. L 54 wurde im Jahr 1990 unter Naturschutz gestellt.